# 八木沼純子
八木沼 純子（やぎぬま じゅんこ、1973年4月1日 - ）は、1980年代から1990年代にかけて活躍した日本のフィギュアスケート選手（女子シングル）。1988年カルガリーオリンピック女子シングル日本代表（14位）。世界選手権通算7回出場（最高11位）、1993年ユニバーシアード大会優勝など。1995年からプロスケーターに転向し、他スポーツキャスター、解説者としても活動している。マネジメント契約先はスポーツビズ。愛称は「ジュンジュン」。内閣総理大臣を2度務めた松方正義及び山本権兵衛の玄孫にあたる。

## 人物
東京都港区出身。森村学園初等部、品川区立第二延山小学校（5年生時に編入）、品川中学校・高等学校（現・品川女子学院中等部・高等部）を経て早稲田大学教育学部（社会科社会科学専修）を卒業。
家族は工業デザイナーの父と母（森村学園で福原美和コーチの1学年上であった）。母方の祖父は外務省官員の樺山資英（鹿児島市長・樺山可也の子）、母方の祖母は実業家の松方乙彦（松方正義の八男で、岳父は山本権兵衛）の娘。子沢山だった曽祖父・松方正義の子孫は約600人おり、遠縁の親戚には後藤象二郎、岩崎弥太郎、岩崎弥之助、緒方洪庵、福沢諭吉、芦田均、小沢征爾などがいる。
1988年、14歳の中学3年生にしてカルガリーオリンピック代表に選出された際、1987年の新語・流行語大賞流行語部門で銅賞に選ばれた「ゴクミ」（女優の後藤久美子の愛称）になぞらえて「銀盤のゴクミ」と呼ばれ、人気を博した。ポニーテールの髪型と赤い頬がトレードマークだった。ポニーテールは1988-1989シーズンまで続けたが、1989-1990シーズン以降は髪型をショートカットにしている。
2009年6月、1歳年上の会社員の男性と婚約。挙式披露宴は同年9月に東京グランドプリンスホテル高輪にて行なわれた。

## 経歴
5歳でスケートを始める。品川プリンスクラブに所属し、福原美和に師事。1987年世界ジュニア選手権規定、ショートプログラムともに1位だったが、フリーでクリスティー・ヤマグチ、柏原由起子に次ぐ3位となり、総合2位で優勝を逃す。
1988年全日本選手権は、1988年カルガリーオリンピックの日本女子代表2枠の選考会を兼ねていた。1枠目は伊藤みどりが確実視され、2枠目は小沢樹里、加藤雅子、結城幸枝の大学生トリオが有力視されていたなか、初出場の八木沼が2位となり14歳で五輪代表に選出された（第2次世界大戦後の冬季オリンピック女子代表選手としては最年少）。同大会3位に入賞した佐藤有香とともに中学生旋風を巻き起こした。しかし、カルガリー五輪本番では調整に失敗し、総合14位に留まった。初出場の世界フィギュア選手権も21位に終わった。
翌シーズンは、まだ優勝の無かった全日本ジュニア制覇と世界ジュニア日本人初優勝を目指してジュニアに残留した。しかし全日本ジュニアでは佐藤有香に逆転され2位。世界ジュニアでも2位に終わった。その後、1993年開催のユニバーシアード大会で優勝を達成するも、全日本選手権では通算7回も表彰台に上った（2位4回・3位3回）ものの、悲願の優勝にはあと一歩手が届かず、1992年アルベールビルオリンピックと1994年リレハンメルオリンピックにも出場できなかった。通算7回出場した世界選手権は、1991年の11位が最高位だった。1994-1995シーズンをもって競技引退。最後のシーズンはNHK杯3位入賞、世界選手権12位の成績だった。
1995年、早稲田大学を卒業し、株式会社プリンスホテル新横浜プリンスホテル入社。プリンスアイスワールドに所属しプロスケーターとしての活動を始める。10月からはスポーツキャスターとしてフジテレビに出演。1999年4月よりフリーとして活動。2000年8月は当時休業中の長島三奈に代わって熱闘甲子園（朝日放送）のメインキャスターを担当。2007年、「JOCスポーツ環境委員会」環境アンバサダーに就任。

## 技術・演技
表現力が豊かで、現役選手当時の6.0システムによる採点法では芸術点が技術点を上回ることが多かった。スピンの技術が高く、中でもレイバックスピンが美しいと評された。
ジャンプは小学校1年生から飛び始めて、トリプルルッツは小学校5年生の時に初めて飛べた。

## 主な戦績
| 大会/年          | 1986-87 | 1987-88 | 1988-89 | 1989-90 | 1990-91 | 1991-92 | 1992-93 | 1993-94 | 1994-95 |
| ---------------- | ------- | ------- | ------- | ------- | ------- | ------- | ------- | ------- | ------- |
| オリンピック     |         | 14      |         |         |         |         |         |         |         |
| 世界選手権       |         | 21      | 15      | 12      | 11      | 19      | 25      |         | 12      |
| 全日本選手権     |         | 2       | 2       | 3       | 3       | 3       | 2       | 4       | 2       |
| NHK杯            |         |         |         | 6       | 8       | 5       | 12      |         | 3       |
| ユニバーシアード |         |         |         |         |         |         | 1       |         |         |
| 世界Jr.選手権    | 7       | 2       | 2       |         |         |         |         |         |         |
| 全日本Jr.選手権  | 2       | 2       | 2       |         |         |         |         |         |         |

## 出演

### テレビ番組
- フィギュアスケートの各大会の解説（オリンピック、世界選手権、四大陸選手権、全日本選手権、グランプリシリーズなど）
- 2002年ソルトレークシティオリンピックと2006年トリノオリンピック（フジテレビの現地キャスター）
- FNNスーパータイム→FNNニュース555 ザ・ヒューマン→FNNスーパーニュース - 1995.10 - 1999.3
- チャレンジ・夢・スポーツ（1999年4月 - 9月、朝日放送）ナビゲーター
- 熱闘甲子園（2000年8月、保坂和拓朝日放送アナとメインキャスターとして出演）
- 獣拳戦隊ゲキレンジャー（2007.3.11、テレビ朝日）本人役でゲスト出演
- オリキュン（2007.6.27、フジ）オリエンタルラジオの藤森慎吾扮するSHIKKOのコーチ役で出演
- アスリートのチカラ（2010年10月-2014年9月、BSフジ）MCレギュラー
- くりぃむクイズ ミラクル9（テレビ朝日）不定期出演
- フィギュアスケートTV（2015年1月 - 、BSフジ）MCレギュラー
- ファミリーヒストリー 八木沼純子〜2人の総理大臣 激動の歳月（2015年9月11日、NHK総合）ゲスト

### 声の出演

#### テレビアニメ
- プラオレ!〜PRIDE OF ORANGE〜 - 本人役（第11話、第12話）

### ラジオ番組
レギュラー出演
- センパツ!（文化放送、2009年10月～2010年9月）「センパツ・ガールズ」（パーソナリティ）として火曜日担当
- Cheer up Station ～Countdown to Vancouver（TOKYO FM、月 - 木 13:50-14:00、2009年11月 - 2010年3月）
- BAY QUARTER CLUB（アール・エフ・ラジオ日本）
- SPORTS DISCOVERY from TOKYO SKYTREE TOWN STUDIO（文化放送、2015年4月 - 2017年10月）
- 八木沼純子の海・風・空の散歩道（アール・エフ・ラジオ日本）

ゲスト出演
- 土曜ワイドラジオTOKYO 永六輔その新世界（TBSラジオ、2009年1月17日）「乙女探検隊」コーナー出演

### CM
- ユニクロ「マイクロフリース」（2003年）
- ドクターショール「メディキュット」（2010年）

## 書籍
- 日本フィギュアスケート 氷上のアーティストたち（日本経済新聞社、2005年11月） ISBN 9784532165444
- 女子フィギュアスケート―氷上に描く物語（角川書店、2006年1月） ISBN 9784047100275
- アイスモデリスト（文藝春秋、2014年2月7日） ISBN 9784167900403